# Tác dụng phụ của penicillin
Các tác dụng phụ của penicillin là phản ứng của cơ thể đối với penicillin và các kháng sinh có liên quan chặt chẽ không liên quan trực tiếp đến tác dụng của nó đối với vi khuẩn. Một tác dụng phụ là một tác dụng không mong muôn với liều bình thường. Một số phản ứng có thể nhìn thấy và một số xảy ra trong cơ quan hoặc máu của cơ thể. Penicillin là một nhóm thuốc được sử dụng rộng rãi có hiệu quả trong điều trị nhiều loại nhiễm khuẩn ở người lớn và trẻ em cũng như các trường hợp khác. Một số tác dụng phụ có thể dự đoán được, trong đó một số là phổ biến nhưng không nghiêm trọng, một số là không phổ biến và nghiêm trọng và một số khác hiếm gặp. Các con đường truyền penicillin có thể có ảnh hưởng tác dụng phụ. Một ví dụ về điều này là kích ứng và viêm phát triển tại một vị trí tiêm truyền ngoại vi khi penicillin được tiêm tĩnh mạch. Ngoài ra, penicillin có sẵn ở các dạng khác nhau. Có nhiều loại thuốc penicillin khác nhau (penicillin G benzathine, penicillin G kali, Penicillin G natri, penicillin G steroid, và penicillin V) ũng như một số kháng sinh β-lactam có nguồn gốc từ penicillin (ví dụ amoxicillin) thường được gọi là "penicillin".
Tác dụng phụ chỉ có thể kéo dài trong một thời gian ngắn và sau đó biến mất. ác dụng phụ có thể được giảm nhẹ trong một số trường hợp với điều trị không dùng thuốc. Một số tác dụng phụ cần được điều trị để khắc phục các phản ứng có khả năng nghiêm trọng và đôi khi gây tử vong đối với penicillin.Penicillin đã không chứng minh gây dị tật bẩm sinh..